# Olan Soule
Olan Soule (La Harpe, 28 febbraio 1909 – Los Angeles, 1º febbraio 1994) è stato un attore e doppiatore statunitense.

## Biografia
Olan Soule nacque a La Harpe, Illinois, il 28 febbraio 1909, figlio di Elbert e Ann Williams Soule. Lasciò l'Illinois all'età di sette anni e si trasferì con la famiglia a Des Moines, Iowa, dove visse fino all'età di diciassette anni.
Dopo aver lavorato in radio negli anni 20 e 30 (principalmente attivo nella fiction, in serie quali Bachelor's Children e The First Nighter), recitò principalmente come attore caratterista, in oltre 60 film dal 1949 al 1991 e apparve in oltre 170 produzioni televisive dal 1949 al 1981. Iniziò sfruttando proprio la sua voce come narratore nel film Peccato (1949) con Bette Davis, divenendo poi uno dei volti più noti al grande pubblico grazie alle sue numerose apparizioni in molte delle più note serie televisive degli anni 50 e 60.
Jack Webb gli affidò il ruolo di Ray Pinker in 27 episodi della serie Dragnet (per la quale aveva iniziato interpretando il sergente Harlan Stall in due episodi del gennaio 1952), ruolo che mantenne anche nella trasposizione cinematografica, Mandato di cattura (1954). In seguito continuò a sfruttare la sua voce lavorando come doppiatore in varie serie animate, tra cui The Batman/Superman Hour, The Adventures of Batman, Speciale Scooby, Sesamo apriti, I Superamici. Fu accreditato anche con i nomi Alan Soule, Olan E. Soule, Olan Soulé e Olen Soulé..
Morì a Los Angeles il 1º febbraio 1994 e fu seppellito al Forest Lawn Memorial Park di Hollywood.

## Filmografia

### Cinema
- Peccato (Beyond the Forest), regia di King Vidor (1949)
- L'amore non può attendere (It's a Great Feeling), regia di David Butler (1949)
- The Lady Takes a Sailor, regia di Michael Curtiz (1949)
- I milionari a New York (Ma and Pa Kettle Go to Town), regia di Charles Lamont (1950)
- Destination Big House, regia di George Blair (1950)
- Peggy la studentessa (Peggy), regia di Frederick de Cordova (1950)
- Il marchio di sangue (Branded), regia di Rudolph Maté (1950)
- Cuban Fireball, regia di William Beaudine (1951)
- I misteri di Hollywood (Hollywood Story), regia di William Castle (1951)
- Ultimatum alla Terra (The Day the Earth Stood Still), regia di Robert Wise (1951)
- You Never Can Tell, regia di Lou Breslow (1951)
- La città atomica (The Atomic City), regia di Jerry Hopper (1952)
- Bronco Buster, regia di Budd Boetticher (1952)
- The Story of Will Rogers, regia di Michael Curtiz (1952)
- La tua bocca brucia (Don't Bother to Knock), regia di Roy Ward Baker (1952)
- Il magnifico scherzo (Monkey Business), regia di Howard Hawks (1952)
- Squilli di primavera (Stars and Stripes Forever), regia di Henry Koster (1952)
- La divisa piace alle signore (Never Wave at a WAC), regia di Norman Z. McLeod (1953)
- Chiamatemi Madame (Call Me Madam), regia di Walter Lang (1953)
- L'irresistibile Mr. John (Trouble Along the Way), regia di Michael Curtiz (1953)
- The Great Diamond Robbery, regia di Robert Z. Leonard (1954)
- Francis Joins the WACS, regia di Arthur Lubin (1954)
- La bestia umana (Human Desire), regia di Fritz Lang (1954)
- Mandato di cattura (Dragnet), regia di Jack Webb (1954)
- Phffft... e l'amore si sgonfia (Phffft), regia di Mark Robson (1954)
- Il principe degli attori (Prince of Players), regia di Philip Dunne (1955)
- Papà Gambalunga (Daddy Long Legs), regia di Jean Negulesco (1955)
- Il culto del cobra (Cult of the Cobra), regia di Francis D. Lyon (1955)
- Cittadino dello spazio (This Island Earth), regia di Joseph M. Newman e, non accreditato, Jack Arnold (1955)
- Francis in the Navy, regia di Arthur Lubin (1955)
- Ape regina (Queen Bee), regia di Ranald MacDougall (1955)
- Il ricatto più vile (Ransom!), regia di Alex Segal (1956)
- Unidentified Flying Objects: The True Story of Flying Saucers, regia di Winston Jones (1956)
- Congiura al castello (Francis in the Haunted House), regia di Charles Lamont (1956)
- L'evaso di San Quintino (House of Numbers), regia di Russell Rouse (1957)
- The Notorious Mr. Monks, regia di Joseph Kane (1958)
- Salvate la Terra! (The Lost Missile), regia di Lester Wm. Berke e, non accreditato, William Berke (1958)
- Intrigo internazionale (North by Northwest), regia di Alfred Hitchcock (1959)
- -30-, regia di Jack Webb (1959)
- Cash McCall, regia di Joseph Pevney (1960)
- Duello tra le rocce (Hell Bent for Leather), regia di George Sherman (1960)
- Susanna agenzia squillo (Bells Are Ringing), regia di Vincente Minnelli (1960)
- Uno scapolo in paradiso (Bachelor in Paradise), regia di Jack Arnold (1961)
- La notte delle iene (13 West Street), regia di Philip Leacock (1962)
- La ragazza più bella del mondo (Billy Rose's Jumbo), regia di Charles Walters (1962)
- I giorni del vino e delle rose (Days of Wine and Roses), regia di Blake Edwards (1962)
- Bionde, rosse, brune... (It Happened at the World's Fair), regia di Norman Taurog (1963)
- Una domenica a New York (Sunday in New York), regia di Peter Tewksbury (1963)
- Elettroshock (Shock Treatment), regia di Denis Sanders (1964)
- In cerca d'amore (Looking for Love), regia di Don Weis (1964)
- A braccia aperte (John Goldfarb, Please Come Home!), regia di J. Lee Thompson (1965)
- Pazzo per le donne (Girl Happy), regia di Boris Sagal (1965)
- L'arte di amare (The Art of Love), regia di Norman Jewison (1965)
- Cincinnati Kid (The Cincinnati Kid), regia di Norman Jewison (1965)
- The Bubble, regia di Arch Oboler (1966)
- I distruttori (The Destructors), regia di Francis D. Lyon (1968)
- L'ultimo colpo in canna (Day of the Evil Gun), regia di Jerry Thorpe (1968)
- Il computer con le scarpe da tennis (The Computer Wore Tennis Shoes), regia di Robert Butler (1969)
- Cockeyed Cowboys of Calico County, regia di Anton Leader e Ranald MacDougall (1970)
- Scusi, dov'è il fronte? (Which Way to the Front?), regia di Jerry Lewis (1970)
- I 7 minuti che contano (The Seven Minutes), regia di Russ Meyer (1971)
- Il pianeta selvaggio (La planète sauvage), regia di René Laloux (1973)
- Willie Dynamite, regia di Gilbert Moses (1974)
- L'inferno di cristallo (The Towering Inferno), regia di John Guillermin (1974)
- La banda delle frittelle di mele (The Apple Dumpling Gang), regia di Norman Tokar (1975)
- Candidato all'obitorio (St. Ives), regia di J. Lee Thompson (1976)
- Quello strano cane... di papà (The Shaggy D.A.), regia di Robert Stevenson (1976)
- L'asinello (The Small One), regia di Don Bluth (1978) - corto
- Homicide, regia di David Mamet (1991)

### Televisione
- Oboler Comedy Theatre – serie TV, un episodio (1949)
- La mia piccola Margie (My Little Margie) – serie TV, un episodio (1953)
- General Electric Theater – serie TV, episodi 2x06-7x01-10x19 (1953-1962)
- Royal Playhouse (Fireside Theatre) – serie TV, un episodio (1954)
- The George Burns and Gracie Allen Show – serie TV, un episodio (1954)
- City Detective – serie TV, un episodio (1954)
- I Married Joan – serie TV, un episodio (1955)
- The Millionaire – serie TV, un episodio (1955)
- Front Row Center – serie TV, un episodio (1955)
- Lucy ed io (I Love Lucy) – serie TV, un episodio (1955)
- Le avventure di Jet Jackson (Captain Midnight) – serie TV, 8 episodi (1954-1956)
- Scienza e fantasia (Science Fiction Theatre) – serie TV, episodio 1x37 (1956)
- TV Reader's Digest – serie TV, episodio 2x17 (1956)
- The Red Skelton Show – serie TV, un episodio (1956)
- You Are There – serie TV, un episodio (1956)
- Passport to Danger – serie TV, un episodio (1956)
- State Trooper – serie TV, un episodio (1957)
- Il tenente Ballinger (M Squad) – serie TV, un episodio (1957)
- The Restless Gun – serie TV, episodio 1x10 (1957)
- The Court of Last Resort – serie TV, episodio 1x12 (1957)
- Studio One – serie TV, un episodio (1958)
- Studio 57 – serie TV, un episodio (1958)
- Lux Playhouse – serie TV, un episodio (1958)
- Flight – serie TV, episodio 1x25 (1958)
- Tales of the Texas Rangers – serie TV, un episodio (1958)
- Cimarron City – serie TV, episodio 1x08 (1958)
- Behind Closed Doors – serie TV, un episodio (1958)
- Bat Masterson – serie TV, un episodio (1958)
- La pattuglia della strada (Highway Patrol) – serie TV, un episodio (1958)
- December Bride – serie TV, 2 episodi (1958-1959)
- The Real McCoys – serie TV, 2 episodi (1958-1959)
- The Ann Sothern Show – serie TV, un episodio (1959)
- Man Without a Gun – serie TV, un episodio (1959)
- Dragnet – serie TV, 29 episodi (1952-1959)
- Schlitz Playhouse of Stars – serie TV, 4 episodi (1957-1959)
- Sugarfoot – serie TV, episodi 2x16-3x01 (1959)
- Bronco – serie TV, un episodio (1959)
- Markham – serie TV, un episodio (1959)
- Richard Diamond (Richard Diamond, Private Detective) – serie TV, un episodio (1959)
- Dennis the Menace – serie TV, un episodio (1959)
- Peter Gunn – serie TV, un episodio (1960)
- I detectives (The Detectives) – serie TV, episodio 1x15 (1960)
- Tightrope – serie TV, episodio 1x22 (1960)
- Overland Trail – serie TV, un episodio (1960)
- The Rebel – serie TV, 3 episodi (1959-1960)
- Mr. Lucky – serie TV, episodio 1x29 (1960)
- Johnny Ringo – serie TV, 2 episodi (1960)
- Happy – serie TV, un episodio (1960)
- Avventure lungo il fiume (Riverboat) – serie TV, un episodio (1960)
- Letter to Loretta – serie TV, un episodio (1960)
- Ispettore Dante (Dante) – serie TV, episodio 1x08 (1960)
- The Tab Hunter Show – serie TV, un episodio (1960)
- Alcoa Presents: One Step Beyond – serie TV, 3 episodi (1959-1960)
- Harrigan and Son – serie TV, un episodio (1960)
- Michael Shayne – serie TV episodio 1x12 (1960)
- Maverick – serie TV, 2 episodi (1959-1961)
- The Case of the Dangerous Robin – serie TV, un episodio (1961)
- The Deputy – serie TV, un episodio (1961)
- La valle dell'oro (Klondike) – serie TV, episodio 1x15 (1961)
- Hennesey – serie TV, un episodio (1961)
- Ricercato vivo o morto (Wanted: Dead or Alive) – serie TV, 6 episodi (1959-1961)
- The Jack Benny Program – serie TV, 4 episodi (1958-1961)
- Hot Off the Wire – serie TV, un episodio (1961)
- Pete and Gladys – serie TV, episodio 1x32 (1961)
- Bachelor Father – serie TV, 4 episodi (1958-1961)
- Carovana (Stagecoach West) – serie TV, 8 episodi (1960-1961)
- Scacco matto (Checkmate) – serie TV, 2 episodi (1960-1961)
- Whispering Smith – serie TV, episodio 1x24 (1961)
- The New Breed – serie TV, episodio 1x03 (1961)
- The Bob Cummings Show – serie TV, un episodio (1961)
- Alfred Hitchcock presenta (Alfred Hitchcock Presents) – serie TV, 6 episodi (1955-1962)
- Il dottor Kildare (Dr. Kildare) – serie TV, un episodio (1962)
- Make Room for Daddy – serie TV, un episodio (1962)
- Fred Astaire (Alcoa Premiere) – serie TV, un episodio (1962)
- Il colonnello Montgomery Klaxon (Calvin and the Colonel) – serie TV, un episodio (1962)
- Tales of Wells Fargo – serie TV, 3 episodi (1957-1962)
- Have Gun - Will Travel – serie TV, 11 episodi (1958-1962)
- Saints and Sinners – serie TV, un episodio (1962)
- Laramie – serie TV, 2 episodi (1961-1962)
- Lassie – serie TV, un episodio (1962)
- The Rifleman – serie TV, un episodio (1962)
- Disneyland – serie TV, 2 episodi (1959-1962)
- The Dick Powell Show – serie TV, episodio 2x13 (1962)
- L'ora di Hitchcock (The Alfred Hitchcock Hour) – serie TV, 2 episodi (1962-1963)
- Gli intoccabili (The Untouchables) – serie TV, 4 episodi (1960-1963)
- The Wide Country – serie TV, episodi 1x14-1x19 (1963)
- Un equipaggio tutto matto (McHale's Navy) – serie TV, un episodio (1963)
- Indirizzo permanente (77 Sunset Strip) – serie TV, 4 episodi (1959-1963)
- Destry – serie TV, un episodio (1964)
- Ai confini della realtà (The Twilight Zone) – serie TV, 2 episodi (1960-1964)
- Sotto accusa (Arrest and Trial) – serie TV, episodio 1x30 (1964)
- The Crisis (Kraft Suspense Theatre) – serie TV, un episodio (1964)
- Mister Ed, il mulo parlante (Mister Ed) – serie TV, 3 episodi (1961-1964)
- My Living Doll – serie TV, episodio 1x06 (1964)
- Carovane verso il West (Wagon Train) – serie TV, 2 episodi (1960-1964)
- The Andy Griffith Show – serie TV, 5 episodi (1962-1964)
- Perry Mason – serie TV, 6 episodi (1958-1964)
- Gli uomini della prateria (Rawhide) – serie TV, 5 episodi (1959-1964)
- La famiglia Addams (The Addams Family) – serie TV, un episodio (1965)
- Il mio amico marziano (My Favorite Martian) – serie TV, 3 episodi (1963-1965)
- Vita da strega (Bewitched) – serie TV, un episodio (1965)
- I mostri (The Munsters) – serie TV, un episodio (1965)
- The Farmer's Daughter – serie TV, un episodio (1965)
- The Beverly Hillbillies – serie TV, un episodio (1965)
- Il fuggiasco (The Fugitive) – serie TV, un episodio (1966)
- Batman – serie TV, un episodio (1966)
- The Jean Arthur Show – serie TV, un episodio (1966)
- Fame Is the Name of the Game – film TV (1966)
- Agenzia U.N.C.L.E. (The Girl from U.N.C.L.E.) – serie TV, episodio 1x17 (1967)
- I Monkees (The Monkees) – serie TV, un episodio (1967)
- Bonanza – serie TV, 5 episodi (1961-1967)
- Tre nipoti e un maggiordomo (Family Affair) – serie TV, episodi 1x27-5x01 (1967-1970)
- Cimarron Strip – serie TV, episodio 1x23 (1968)
- La signora e il fantasma (The Ghost & Mrs. Muir) – serie TV, un episodio (1968)
- The Night Before Christmas – film TV (1968)
- The Batman/Superman Hour – serie TV, 17 episodi (1968-1969)
- F.B.I. (The F.B.I.) – serie TV, 4 episodi (1966-1969)
- Petticoat Junction – serie TV, 5 episodi (1963-1969)
- Dragnet 1966 – film TV (1969)
- Daniel Boone – serie TV, 2 episodi (1968-1969)
- Gunsmoke – serie TV, 3 episodi (1965-1969)
- Gomer Pyle: USMC – serie TV, 3 episodi (1966-1969)
- La grande vallata (The Big Valley) – serie TV, 3 episodi (1965-1969)
- Sesamo apriti (Sesame Street) – serie TV, un episodio (1969)
- Lancer – serie TV, episodio 2x07 (1969)
- La terra dei giganti (Land of the Giants) – serie TV, un episodio (1969)
- Quella strana ragazza (That Girl) – serie TV, un episodio (1970)
- House on Greenapple Road – film TV (1970)
- Io e i miei tre figli (My Three Sons) – serie TV, 4 episodi (1964-1970)
- Dragnet – serie TV, 9 episodi (1967-1970)
- Mayberry R.F.D. – serie TV, un episodio (1970)
- The Bill Cosby Show – serie TV, un episodio (1970)
- Il virginiano (The Virginian) – serie TV, 2 episodi (1968-1970)
- Headmaster – serie TV, un episodio (1970)
- D.A.: Conspiracy to Kill – film TV (1971)
- Arnie – serie TV, 6 episodi (1970-1971)
- Un vero sceriffo (Nichols) – serie TV, un episodio (1972)
- Banacek – serie TV, un episodio (1972)
- Speciale Scooby (The New Scooby-Doo Movies) – serie TV, 4 episodi (1972)
- Hec Ramsey – serie TV, un episodio (1973)
- The Six Million Dollar Man – film TV (1973)
- Missione impossibile (Mission: Impossible) – serie TV, un episodio (1973)
- A tutte le auto della polizia (The Rookies) – serie TV, un episodio (1973)
- Super Friends – serie TV, 16 episodi (1973)
- Chase – serie TV, un episodio (1974)
- Adam-12 – serie TV, un episodio (1974)
- Cannon – serie TV, 2 episodi (1972-1974)
- Apple's Way – serie TV, un episodio (1974)
- Insight – serie TV, un episodio (1974)
- McMillan e signora (McMillan & Wife) – serie TV, un episodio (1974)
- Squadra emergenza (Emergency!) – serie TV, un episodio (1974)
- The Legend of Lizzie Borden – film TV (1975)
- Harry O – serie TV, un episodio (1975)
- Ellery Queen – serie TV, episodio 1x08 (1975)
- Love Boat (The Love Boat) – serie TV, un episodio (1977)
- The All-New Super Friends Hour – serie TV, 6 episodi (1977)
- Quincy (Quincy M.E.) – serie TV, un episodio (1978)
- Challenge of the SuperFriends – serie TV, 16 episodi (1978)
- Battaglie nella galassia (Battlestar Galactica) – serie TV, 2 episodi (1978-1979)
- Project UFO – serie TV, 3 episodi (1978-1979)
- Buck Rogers (Buck Rogers in the 25th Century) – serie TV, un episodio (1979)
- Lobo (The Misadventures of Sheriff Lobo) – serie TV, un episodio (1979)
- Fantasilandia (Fantasy Island) – serie TV, 2 episodi (1978-1979)
- The World's Greatest SuperFriends – serie TV, un episodio (1979)
- La casa nella prateria (Little House on the Prairie) – serie TV, 2 episodi (1975-1980)
- Code Red – serie TV, un episodio (1981)
- The 25th Man – film TV (1982)
- Dallas – serie TV, un episodio (1982)
- Super Friends – serie TV, 22 episodi (1980-1983)
- The Jerk, Too – film TV (1984)
- SuperFriends: The Legendary Super Powers Show – serie TV, 4 episodi (1984)
- The Super Powers Team: Galactic Guardians – serie TV, un episodio (1985)
- Simon & Simon – serie TV, 2 episodi (1983-1988)